# Sandbox (игра)
Sandbox (стилизованно как s&box) — компьютерный игровой движок, а также игровая платформа, созданный и разрабатываемый  Facepunch Studios. В Sandbox планируется расширить возможности игроков, все привычные элементы игры Garry's Mod переносятся на новый движок Valve — Source 2.
С помощью Source 2 планируется возможность создавать аддоны на языке программирования CSharp с «горячей загрузкой».

## Разработка
В 2017—2018 годах, проект активно развивался, но с июня 2018 года разработка приостановилась. 27 апреля 2020 года на официальном сайте игры вышла новость от создателя s&box и оригинального Garry's Mod Гарри Ньюмана, где он рассказал причину остановки разработки. Ньюман посоветовал команде развивать далее Garry's Mod и Rust, из-за чего разработка остальных проектов прекратилась. Сам Гарри по возможности в одиночку стал разрабатывать s&box. Разработчик посчитал важным знать каждый элемент кода, «Что он делает, почему он это делает, что он не делает». Также было заявлено о переходе на движок Source 2.
6 мая 2020 года на сайте проекта появилась новость от Гарри о Panorama UI, новом пользовательском интерфейсе от Valve для движка Source 2, который планируется использовать и в s&box. Гарри Ньюман решил начать именно с этого интерфейса из-за того, что она используется не только в Source 2, но и в Counter-Strike: Global Offensive, к исходному коду которой у разработчика есть доступ через лицензию Garry's Mod. Однако Гарри Ньюман не подробно изучал работу Panorama UI, ожидая, что в Source 2 она работает совсем по-другому.
1 октября 2020 года разработчики из компании Valve выдали исходный код для разработки из Half-Life: Alyx, и уже активно начинается перенос игры на Source 2. К 26 ноября стало известно о добавлении полноценной системы передвижения игрока, анимации, Ragdoll-физики и прочих элементов из оригинального Garry's Mod. Также появились первые официальные руководства для будущих создателей модификаций по созданию скриптов на C#. Гарри Ньюман уже предположил, что закрытое тестирование игры станет доступно в начале 2021, а ранний доступ для всех пользователей — во второй половине этого же года.
На данный момент заголовок на официальном сайте проекта гласит — «Это наша попытка создать достойное продолжение Garry’s Mod.» (в оригинале «This is our attempt to create a worthy Garry’s Mod sequel.»).